# Edition VFO

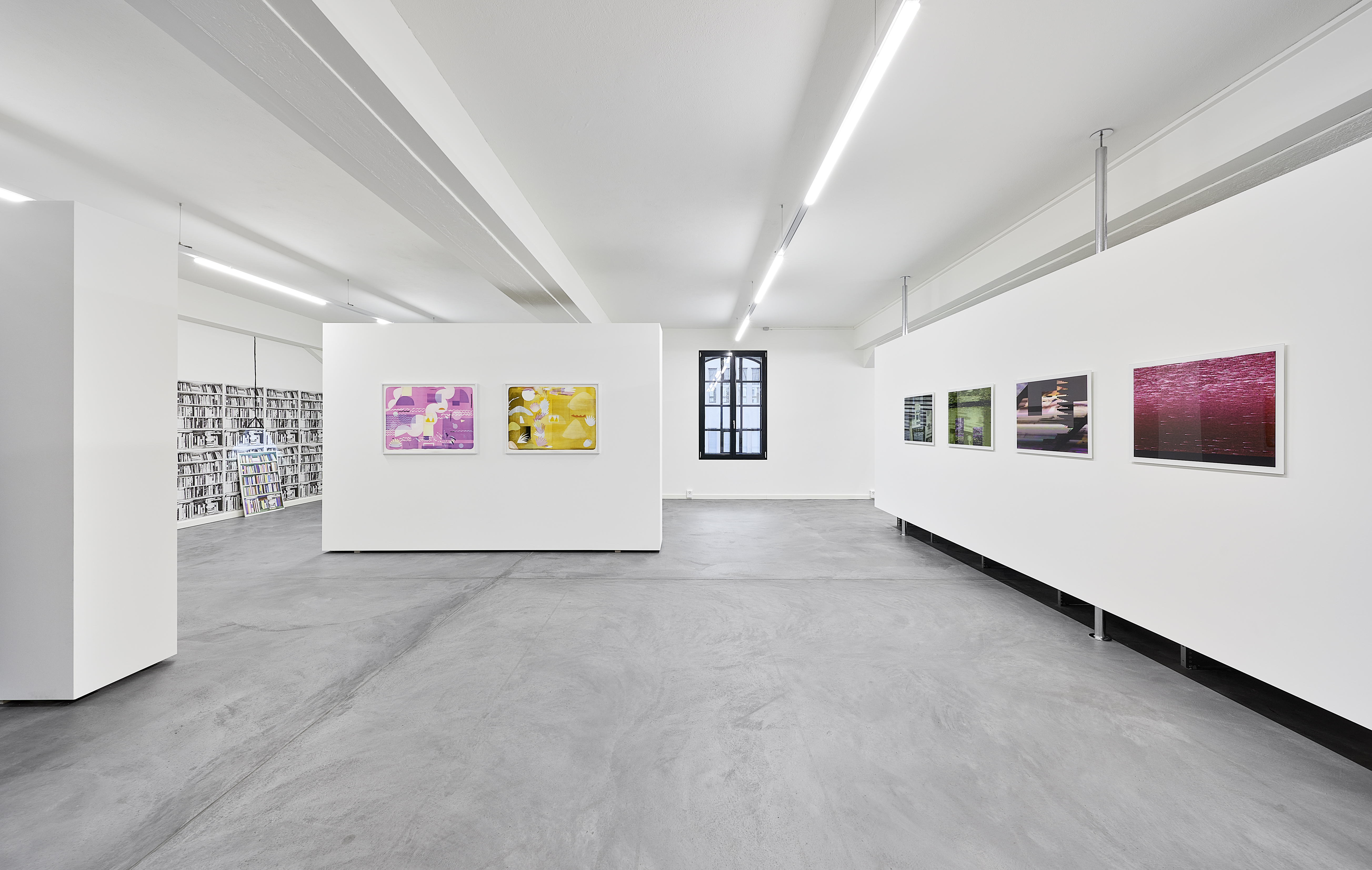
Ansicht der Räumlichkeiten der Edition VFO im Löwenbräukunst-Areal im November 2022.

Edition VFO, Verein für Originalgraphik, ist ein gemeinnütziger Kunstverein und Verlag zeitgenössischer Grafik mit Sitz in Zürich. Seit November 2022 befinden sich die Räumlichkeiten der Edition VFO im Löwenbräukunst-Areal. 

## Geschichte
Der Verein wurde 1948 als «Verein zur Förderung der Kunst» gegründet. Gemeinnütziger Zweck des Vereins ist die Förderung des originalgrafischen Schaffens durch die Vermittlung von Grafiken zu günstigen Bedingungen und die Pflege des Kunstverständnisses. Die Edition VFO wird demokratisch geführt mit Vorstand und einem Geschäftsführer. Das Grafikangebot wird von einer Jury ausgewählt. Laut Satzung will sie das breite Interesse an der bildenden Kunst fördern und zugleich Künstler zu druckgrafischen Arbeiten anregen. Die Edition VFO zählt derzeit (2020) als Kunstverein ca. 800 Mitglieder.

## Editionen
Der Verein verlegte in den letzten Jahrzehnten zahlreiche Grafik mit Schweizer und internationalen Künstlern zu erschwinglichen Preisen. Der Verein gibt bis zu 60 Editionen pro Jahr heraus und zeigt diese in verschiedenen Ausstellungen, die meistens nicht thematisch kuratiert sind, sondern alle neu editierten Arbeiten zeigen. Unter anderem hat die Edition VFO in den letzten Jahren Arbeiten mit Künstlern wie Shirana Shahbazi, Not Vital, Pipilotti Rist, Leiko Ikemura, Tony Cragg, Sylvie Fleury, Julian Charrière, Keren Cytter oder Richard Long verlegt.